# 은천로
은천로(殷川路)는 서울특별시 관악구 봉천동 교차로입구부터 은천삼거리까지 이어지는 도로이다.

## 경유지
서울특별시
- 관악구

## 노선

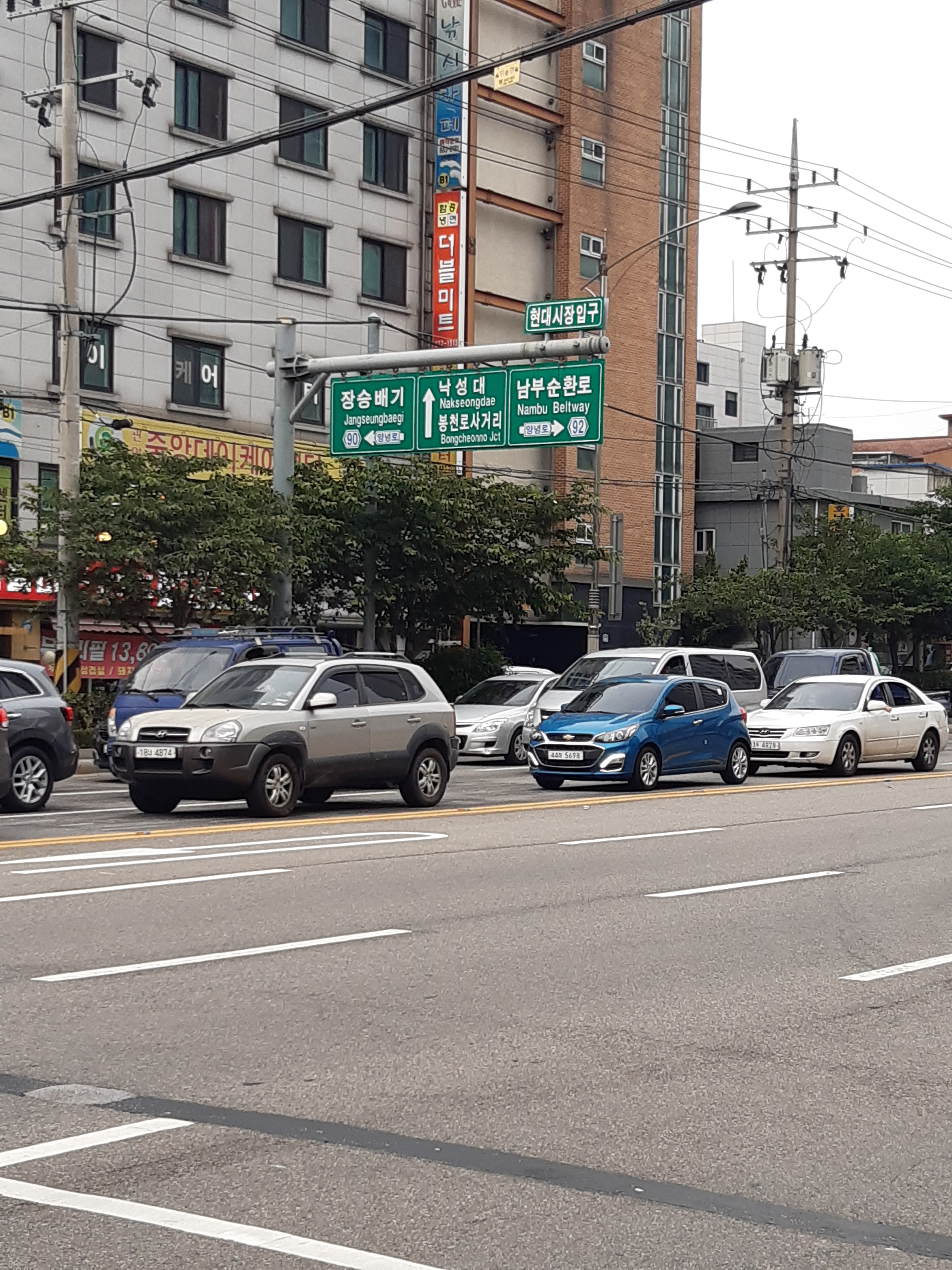
현대시장사거리 부근

- 은천로입구교차로 - 봉일시장 - 한독운수 - 서울은천초등학교 - 구암지구대 - 현대시장사거리 - 서울신봉초등학교 - 은천삼거리

## 같이 보기
- 봉천로
- 양녕로
- 관악로